# Tom Edwards
Thomas « Tom » Edwards, né le 22 janvier 1999 à Stafford, est un footballeur anglais qui joue au poste de défenseur à Salford City.

## Biographie

### En club
Formé à Stoke City, Tom Edwards joue son premier match au niveau professionnel à l'occasion d'une rencontre de Premier League face à Manchester City (défaite 7-2), le 14 octobre 2017. Le 23 décembre 2017, il prend part à son premier match de championnat à domicile contre West Bromwich Albion (victoire 3-1), à l'issue duquel il est nommé homme du match. En février 2018, il signe un nouveau contrat de quatre ans et demi avec son club formateur. Le jeune défenseur participe à sept matchs toutes compétitions confondues avec l'équipe première de Stoke City au cours de la saison 2017-2018, les Potters étant relégués en deuxième division.
Le 22 avril 2019, Edwards inscrit son premier but avec Stoke City à l'occasion d'un match de championnat contre Norwich City (2-2).
Le 15 octobre 2020, il est prêté pour une saison à Fleetwood Town. Puis, le 26 janvier 2021, il est prêté pour une saison aux Red Bulls de New York.
Le 13 juillet 2024, il rejoint Salford City.

### En sélection nationale
Le 6 septembre 2018, Tom Edwards joue son premier match avec l'équipe d'Angleterre des moins de 20 ans en étant titularisé face à la Suisse (victoire 2-0).

## Statistiques
| Saison                | Club                         | Championnat           | Championnat | Championnat | Coupe nationale | Coupe nationale | Coupe de la Ligue | Coupe de la Ligue | Compétition(s) continentale(s) | Compétition(s) continentale(s) | Compétition(s) continentale(s) | Total | Total |
| Saison                | Club                         | Division              | M.          | B.          | M.              | B.              | M.                | B.                | Comp.                          | M.                             | B.                             | M.    | B.    |
| 2017-2018             | Stoke City                   | Premier League        | 6           | 0           | 1               | 0               | -                 | -                 | -                              | -                              | -                              | 7     | 0     |
| 2018-2019             | Stoke City                   | Championship          | 27          | 1           | 1               | 0               | 1                 | 0                 | -                              | -                              | -                              | 29    | 1     |
| 2019-2020             | Stoke City                   | Championship          | 13          | 0           | 1               | 0               | 1                 | 0                 | -                              | -                              | -                              | 15    | 0     |
| Sous-total            | Sous-total                   | Sous-total            | 46          | 1           | 3               | 0               | 2                 | 0                 | -                              | -                              | -                              | 51    | 1     |
| 2020-2021             | Fleetwood Town (prêt)        | League One            | 11          | 0           | 1               | 0               | -                 | -                 | -                              | -                              | -                              | 12    | 0     |
| 2021                  | Red Bulls de New York (prêt) | MLS                   | 28          | 0           | -               | -               | -                 | -                 | -                              | -                              | -                              | 28    | 0     |
| 2022                  | Red Bulls de New York (prêt) | MLS                   | 20          | 0           | 3               | 0               | -                 | -                 | -                              | -                              | -                              | 23    | 0     |
| Sous-total            | Sous-total                   | Sous-total            | 48          | 0           | 3               | 0               | -                 | -                 | -                              | -                              | -                              | 51    | 0     |
| 2022-2023             | Barnsley FC (prêt)           | League One            | 0           | 0           | 0               | 0               | 0                 | 0                 | -                              | -                              | -                              | 0     | 0     |
| 2023-2024             | Huddersfield Town (prêt)     | Championship          | -           | -           | -               | -               | -                 | -                 | -                              | -                              | -                              | 0     | 0     |
| Total sur la carrière | Total sur la carrière        | Total sur la carrière | 105         | 1           | 7               | 0               | 2                 | 0                 | -                              | -                              | -                              | 114   | 1     |